# Patricia Reyes Spíndola
Pour les articles homonymes, voir Reyes.
Patricia Reyes Spíndola (née le 11 juillet 1953 à Oaxaca de Juárez) est une actrice, réalisatrice et productrice mexicaine.

## Biographie
Patricia Verónica Núñez Reyes Spíndola étudia pour devenir actrice dans différents ateliers à Mexico et à Londres. Elle fit ses débuts cinématographiques en 1974, avec El señor de Osanto, et deux années plus tard elle commença à travailler pour le Teatro Fru Fru.
Comme actrice, elle a travaillé avec des réalisateurs tels que Nancy Cárdenas ou Arturo Ripstein. Elle a travaillé pour de célèbres téléromans mexicains et elle remporta le prix Ariel pour ses rôles dans les films Los motivos de Luz et La Reina de la noche.

## Filmographie
- 1974 : Llanto, risas y nocaut
- 1974 : El Señor de Osanto
- 1974 : La Otra virginidad
- 1975 : La Casa del Sur : María
- 1976 : The Return of a Man Called Horse : Gray Thorn
- 1976 : Actas de Marusia :Rosa
- 1976 : Las Cenizas del diputado : Ana María Godínez
- 1976 : Las Poquianchis : Graciela
- 1976 : Caminando pasos... caminando
- 1977 : El Elegido : Virgen María
- 1977 : Los Iracundos
- 1978 : The Children of Sánchez
- 1978 : Pedro Páramo : Eduviges Diada
- 1979 : México Norte
- 1981 : Ora sí tenemos que ganar
- 1982 : Retrato de una mujer casada : Carolina
- 1985 : Los Motivos de Luz : Luz
- 1985 : El Rey de la vecindad : Esposa de Marcos
- 1986 : La Révolte des pendus (La Rebelión de los colgados) de Juan Luis Buñuel
- 1986 : Va de Nuez
- 1987 : Los Confines : Mujer
- 1987 : Nocturno amor que te vas
- 1987 : Asesinato en la plaza Garibaldi
- 1988 : El Gran relajo mexicano
- 1988 : El Otro crimen
- 1988 : Goitia, un dios para sí mismo
- 1988 : La Envidia
- 1989 : La Isla de las garzas
- 1990 : Espejismos y ceremonias
- 1991 : La Mujer del puerto : Tomasa
- 1992 : Nocturno a Rosario : Soledad
- 1992 : Lucky Break
- 1993 : ¡Aquí espaantan! : Remedios
- 1994 : La Reine de la nuit, La Reina de la noche : Lucha Reyes
- 1995 : Mujeres insumisas : Ema
- 1996 : Profundo carmesí : Sra. Ruelas
- 1998 : Fuera de la ley
- 1998 : El Evangelio de las Maravillas : Micaela
- 1998 : Noche de paz
- 1999 : Del otro lado
- 1999 : Pas de lettre pour le colonel (El coronel no tiene quien le escriba) d'Arturo Ripstein, Jacinta
- 2000 : La Perdición de los hombres
- 2000 : C'est la vie (Así es la vida) : Adela, madrina
- 2000 : Before Night Falls : María Teresa Freye de Andrade
- 2000 : El sueño del caimán : Mère Caimán
- 2002 : Solamente una vez
- 2002 : La Virgen de la lujuria : Raquel
- 2002 : Frida : Matilde Kahlo
- 2002 : eXXXorcismos
- 2004 : El edén : Victoria
- 2005 : Malos hábitos : Madre Superiora
- 2005 : Between : Mrs. González
- 2006 : El Carnaval de Sodoma
- 2015 : Fear the Walking Dead